# Stella (1990)
Stella ist ein amerikanisches Drama aus dem Jahr 1990. Der Spielfilm nach einem Drehbuch von Robert Getchell ist die dritte Filmadaption des 1923 erschienenen Romans Stella Dallas von Olive Higgins Prouty. Frühere Verfilmungen waren Stella Dallas (1937) und der Stummfilm Das Opfer der Stella Dallas aus dem Jahre 1925.
Das sentimentale Kernthema des Filmes ist die unerschütterliche Liebe einer Mutter zu ihrer Tochter.  

## Handlung
Stella Claire ist eine lebenslustige Bardame aus der Arbeiterklasse im Norden des Staates New York. Sie lernt den jungen Dr. Steve Dallas kennen und lässt sich von ihm verzaubern. Obwohl beide von entgegengesetzten Enden des sozialen Spektrums stammen, beginnen sie eine Affäre, die dazu führt, dass Stella schwanger wird. Nachdem Steve ihr daraufhin halbherzig einen Heiratsantrag macht, lehnt Stella diesen ab.  Sie beginnt, ihr Kind Jenny als alleinerziehende Mutter zu erziehen. Dabei wird sie von ihrem treuen Freund, dem gutmütigen Barkeeper Ed unterstützt und ermutigt. Stella ist stolz und entschlossen ihre Tochter so aufzuziehen, dass diese es später einmal „besser habe“. Als Jenny 4 Jahre alt ist, taucht ihr Vater plötzlich wieder auf der Bildfläche auf und möchte seine Tochter näher kennenlernen. Stella lässt sich zunächst nur widerwillig dazu bewegen, den Kontakt zuzulassen, schließlich entsteht aber ein glückliches Band zwischen Vater und Tochter. Als Jenny heranwächst, ist sie hin- und hergerissen zwischen dem reichen und gut vernetzten Hintergrund ihres Vaters und ihrer Treue und Liebe zu ihrer Mutter, die arm und ordinär, aber ihrer Tochter bedingungslos ergeben ist. Jenny verachtet die vermeintliche Beziehung, die ihrer Meinung nach zwischen Stella und Ed Munn besteht, der ein alkoholabhängiger Trinker geworden ist.
Dallas ist jetzt Urologe in New York City und mit einer Verlegerin verlobt. Jenny lernt einen jungen Mann aus der „Welt“ ihres Vaters kennen und verliebt sich in ihn. Stella wird klar, dass die sozialen Unterschiede zwischen ihrem eigenen Hintergrund und dem Jennys Vaters das zukünftige Glück ihrer Tochter gefährden könnten. Um Jenny ein Leben in der Upperclass zu ermöglichen, trifft Stella eine selbstlose Entscheidung und bittet Ed ihr dabei zu helfen. Bei dem folgenden Besuch Jennys inszeniert Stella bewusst eine Szene, die zu einer völligen Zerrüttung und dem kompletten Abbruch der Beziehung zwischen Mutter und Tochter führt.
Später wird gezeigt, wie Stella mit verhärmtem Gesicht draußen bei schüttendem Regen heimlich durch ein Fenster die Zeremonie der Trauung ihrer Tochter beobachtet. Ein Polizist will sie vertreiben, doch Stella bittet ihn, noch einen Augenblick stehenbleiben zu dürfen. Sie wolle noch Jennys Gesicht sehen, wenn der Bräutigam sie küsst. Zu Tränen gerührt, aber mit einem glücklichen Lächeln auf den Lippen, verlässt Stella den Ort.
Stella mit ihrer Tochter Jenny

Link zum Bild

(Bitte Urheberrechte beachten)

## Kritik
Der Filmdienst schrieb, der Film sei ein „lahmes Melodram“. Die „rührselige Inszenierung“ habe den Effekt, dass „auch die Darstellung der Schwierigkeiten einer alleinerziehenden Mutter an gesellschaftskritischer Relevanz“ verliere.
Eine weitaus positivere Kritik erhielt der Film vom Pulitzer-Preisträger Roger Ebert. Dieser schrieb, dass Stella die Art von Film sei, die einen überwältigt und ein gutes Gefühl hinterlässt, es sei denn, man stählt sich absolut dagegen. Gehen sie, um zu spotten. Bleiben sie um zu weinen.

## Synchronisation
| Darsteller       | Sprecher            | Rolle           |
| ---------------- | ------------------- | --------------- |
| Bette Midler     | Judy Winter         | Stella Claire   |
| John Goodman     | Frank-Otto Schenk   | Ed Munn         |
| Marsha Mason     | Anita Lochner       | Janice Morrison |
| Trini Alvarado   | Maud Ackermann      | Jenny Claire    |
| Ben Stiller      | Charles Rettinghaus | Jim Uptegrove   |
| Eileen Brennan   | Rosemarie Fendel    | Mrs. Wilkerson  |
| William McNamara | Frank Schröder      | Pat Robbins     |
| Stephen Collins  | Martin Schmitz      | Stephen Dallas  |